# NGC 192
NGC 192 é uma galáxia espiral barrada (SBa) localizada na direcção da constelação de Cetus. Possui uma declinação de +00° 51' 51" e uma ascensão recta de 0 horas, 39 minutos e 13,5 segundos.
A galáxia NGC 192 foi descoberta em 28 de Dezembro de 1790 por William Herschel.